# كونستانس ستون
كونستانس ستون (بالإنجليزية: Constance Stone)‏ هي طبيبة أسترالية، ولدت في 4 ديسمبر 1856 في هوبارت في أستراليا، وتوفيت في 1902 في أستراليا بسبب سل.